# Dette circulante
En comptabilité, les dettes circulantes sont considérées à court terme s'il y a une obligation de les payer durant l'année fiscale, comme :
- comptes payables pour les biens et services utilisés dans les opérations de l'entreprise ;
- les portions courantes (si matérielles) des :
  - obligations ;
  - hypothèques ;
  - emprunts

Les autres obligations, hypothèques et emprunts sont à long terme.
La classification correcte des dettes est essentielle quand on considere une image fidèle de la santé fiscale d'une entreprise.